# Persone di nome Shane
| Questa pagina contiene informazioni ricavate automaticamente dalle voci biografiche con l'ausilio del template Bio e di un bot. L'aggiornamento è periodico e automatico e ricostruisce completamente la pagina. Se manca una persona in questa lista, sei pregato di non aggiungerla, ma accertati piuttosto che la sua voce biografica contenga il template Bio e che i dati anagrafici siano correttamente compilati. Se il template Bio manca, inseriscilo tu stesso o, in alternativa, metti l'avviso {{tmp\|Bio}} che ne segnala la mancanza. Se i dati riportati sono sbagliati, correggi direttamente la voce biografica; le modifiche saranno visibili in questa lista entro pochi giorni. Per chiarimenti vedi il progetto antroponimi. La lista contiene solo le 92 persone che sono citate nell'enciclopedia e per le quali è stato implementato correttamente il template Bio. Pagina aggiornata al 22 lug 2025. |

Questa è una lista di persone presenti nell'enciclopedia che hanno il nome Shane, suddivise per attività principale.

## Allenatori di football americano(1)
- Shane Steichen, allenatore di football americano statunitense (Sacramento, n. 1985)

## Allenatori di pallacanestro(1)
- Shane Heal, allenatore di pallacanestro e ex cestista australiano (Melbourne, n. 1970)

## Arcivescovi cattolici(1)
- Shane Anthony Mackinlay, arcivescovo cattolico australiano (Brunswick, n. 1965)

## Artisti marziali misti(1)
- Shane Carwin, artista marziale misto statunitense (Greeley, n. 1975)

## Attori(14)
- Shane Briant, attore e scrittore britannico (Londra, n. 1946 - † 2021)
- Shane Carruth, attore e regista statunitense (Myrtle Beach, n. 1972)
- Shane Cortese, attore neozelandese (Wellington, n. 1968)
- Shane Dawson, attore, comico e youtuber statunitense (Long Beach, n. 1988)
- Shane Harper, attore, cantante e ballerino statunitense (La Jolla, n. 1993)
- Shane Johnson, attore statunitense (n. 1976)
- Shane Kinsman, attore statunitense (Los Angeles, n. 1997)
- Shane Kippel, attore canadese (n. 1986)
- Shane McRae, attore statunitense (Gainesville, n. 1977)
- Shane Rangi, attore e stuntman neozelandese (n. 1969)
- Shane Rimmer, attore canadese (Toronto, n. 1929 - Potters Bar, † 2019)
- Shane Richie, attore, comico e cantante britannico (Harlesden, n. 1964)
- Shane Taylor, attore cinematografico inglese (Dover, n. 1974)
- Shane Van Dyke, attore, regista e sceneggiatore statunitense (Los Angeles, n. 1979)

## Attrici pornografiche(1)
- Shane, ex attrice pornografica statunitense (Simi Valley, n. 1969)

## Autori di giochi(1)
- Shane Lacy Hensley, autore di giochi statunitense

## Bassisti(1)
- Shane Embury, bassista inglese (Broseley, n. 1967)

## Batteristi(1)
- Shane Gaalaas, batterista britannico (Londra, n. 1967)

## Calciatori(14)
- Shane Cansdell-Sherriff, ex calciatore australiano (Sydney, n. 1982)
- Shane Duffy, calciatore nordirlandese (Derry, n. 1992)
- Shane Ferguson, calciatore nordirlandese (Derry, n. 1991)
- Shane Long, ex calciatore irlandese (Gortnahoe, n. 1987)
- Shane Lowry, calciatore australiano (Perth, n. 1989)
- Shane Malcolm, ex calciatore statunitense (Kingston, n. 1991)
- Shane McFaul, ex calciatore irlandese (Dublino, n. 1986)
- Shane Moody-Orio, calciatore beliziano (Corozal Town, n. 1980)
- Shane O'Neill, calciatore irlandese (Midleton, n. 1993)
- Shane Rennie, ex calciatore grenadino (n. 1986)
- Shane Robinson, ex calciatore irlandese (Waterford, n. 1980)
- Shane Smeltz, ex calciatore neozelandese (Göppingen, n. 1981)
- Shane Stefanutto, ex calciatore australiano (Cairns, n. 1980)
- Shane Sutherland, calciatore scozzese (Wick, n. 1990)

## Canottieri(1)
- Shane O'Brien, ex canottiere neozelandese (Auckland, n. 1960)

## Cantanti(4)
- Sombr, cantante, paroliere e produttore discografico statunitense (New York, n. 2005)
- Shane Filan, cantante irlandese (Sligo, n. 1979)
- Shane Lynch, cantante irlandese (Dublino, n. 1976)
- Shane MacGowan, cantante e musicista irlandese (Royal Tunbridge Wells, n. 1957 - Dublino, † 2023)

## Cantautori(1)
- Shane Told, cantautore e musicista canadese (Scarborough, n. 1981)

## Cavalieri(1)
- Shane Rose, cavaliere australiano (Sydney, n. 1973)

## Cestisti(5)
- Shane Battier, ex cestista statunitense (Birmingham, n. 1978)
- Shane Edwards, ex cestista statunitense (Gilbert, n. 1987)
- Shane Gibson, cestista statunitense (Killingly, n. 1990)
- Shane Hammink, ex cestista olandese (Baton Rouge, n. 1994)
- Shane Richards, cestista statunitense (Manhattan, n. 1994)

## Chitarristi(1)
- Shane Gallagher, chitarrista statunitense (Fontana, n. 1973)

## Crickettisti(2)
- Shane Warne, crickettista australiano (Melbourne, n. 1969 - Ko Samui, † 2022)
- Shane Watson, crickettista australiano (Ipswich, n. 1981)

## Giocatori di baseball(1)
- Shane Bieber, giocatore di baseball statunitense (Orange, n. 1995)

## Giocatori di football americano(5)
- Shane Conlan, ex giocatore di football americano statunitense (Frewsburg, n. 1964)
- Shane Lemieux, giocatore di football americano statunitense (Yakima, n. 1997)
- Shane Ray, giocatore di football americano statunitense (Shawnee Mission, n. 1993)
- Shane Vereen, giocatore di football americano statunitense (Valencia, n. 1989)
- Shane Zylstra, giocatore di football americano statunitense (Spicer, n. 1996)

## Golfisti(1)
- Shane Lowry, golfista irlandese (Clara, n. 1987)

## Hockeisti su ghiaccio(1)
- Shane Doan, hockeista su ghiaccio canadese (Halkirk, n. 1976)

## Imprenditori(1)
- Shane McMahon, imprenditore e wrestler statunitense (Gaithersburg, n. 1970)

## Kickboxer(1)
- Shane Chapman, kickboxer e pugile neozelandese (n. 1978)

## Nuotatori(1)
- Shane Ryan, nuotatore statunitense (Drexel Hill, n. 1994)

## Nuotatrici(1)
- Shane Gould, ex nuotatrice australiana (Sydney, n. 1956)

## Ostacolisti(1)
- Shane Brathwaite, ostacolista barbadiano (Bridgetown, n. 1990)

## Piloti motociclistici(2)
- Shane Byrne, pilota motociclistico britannico (Lambeth, n. 1976)
- Shane Norval, pilota motociclistico sudafricano (Pietermaritzburg, n. 1975)

## Pistard(3)
- Shane Archbold, ex pistard e ex ciclista su strada neozelandese (Timaru, n. 1989)
- Shane Kelly, ex pistard australiano (Ararat, n. 1972)
- Shane Perkins, pistard australiano (Melbourne, n. 1986)

## Produttori cinematografici(1)
- Shane Boris, produttore cinematografico e sceneggiatore statunitense (Littleton, n. 1981)

## Produttori discografici(2)
- Murda Beatz, produttore discografico, beatmaker e disc jockey canadese (Fort Erie, n. 1994)
- Shane McAnally, produttore discografico e cantautore statunitense (Mineral Wells, n. 1974)

## Pugili(1)
- Shane Mosley, ex pugile statunitense (Lynwood, n. 1971)

## Rapper(3)
- Madchild, rapper canadese (Surrey, n. 1975)
- Shane Eagle, rapper sudafricano (Johannesburg, n. 1996)
- RiskyKidd, rapper britannico (Londra, n. 1994)

## Registi(3)
- Shane Acker, regista, sceneggiatore e animatore statunitense (Wheaton, n. 1971)
- Shane Drake, regista e produttore cinematografico statunitense
- Shane Meadows, regista e sceneggiatore inglese (Uttoxeter, n. 1972)

## Rugbisti a 15(3)
- Shane Horgan, ex rugbista a 15, avvocato e dirigente d'azienda irlandese (Drogheda, n. 1978)
- Shane Jennings, rugbista a 15 irlandese (Dublino, n. 1981)
- Shane Williams, rugbista a 15 e giornalista britannico (Swansea, n. 1977)

## Sceneggiatori(1)
- Shane Black, sceneggiatore, attore e regista statunitense (Pittsburgh, n. 1961)

## Scenografi(1)
- Shane Vieau, scenografo canadese

## Sciatori(1)
- Shane McConkey, sciatore e base jumper canadese (Vancouver, n. 1969 - Sasso Pordoi, † 2009)

## Scrittori(3)
- Shane Jones, scrittore e poeta statunitense (Albany, n. 1980)
- Shane Peacock, scrittore, sceneggiatore e giornalista canadese (Thunder Bay, n. 1957)
- Shane Stevens, scrittore statunitense (New York, n. 1941 - † 2007)

## Tennisti(1)
- Shane Barr, ex tennista australiano (Redcliffe, n. 1969)

## Velocisti(1)
- Shane Victor, velocista sudafricano (n. 1988)

## Wrestler(2)
- Shane Canterbury, wrestler statunitense (Pingeon Forge, n. 1985)
- Shane Thorne, wrestler australiano (Perth, n. 1985)